# Giacomo Crismani
Giacomo Crismani – all'anagrafe Križmančič – (Pola, 1º dicembre 1908 – 1984) è stato un calciatore italiano, di ruolo portiere.

## Carriera
Ha giocato quattro stagioni in Serie B: tre con il Grion Pola (53 presenze) e l'ultima col Palermo nel 1936-1937 (3 presenze).